# Élections municipales de 2002 en Côte-Nord
Les élections municipales québécoises de 2002 se déroulent le 3 novembre 2002. Elles permettent d'élire les maires et les conseillers de chacune des municipalités locales du Québec, ainsi que les préfets de quelques municipalités régionales de comté.

## Côte-Nord

### Baie-Comeau
| Poste/District             | Élu           | Type d'élection |
| -------------------------- | ------------- | --------------- |
| Maire                      | Ivo Di Piazza | Sans opposition |
| Taux de participation: n/a |               |                 |

### Blanc-Sablon
| Poste/District              | Élu             | Type d'élection |
| --------------------------- | --------------- | --------------- |
| Maire                       | Alexandre Dumas | Sans opposition |
| Taux de participation: 53 % |                 |                 |

### Bonne-Espérance
| Poste/District             | Élu         | Type d'élection |
| -------------------------- | ----------- | --------------- |
| Maire                      | Brian Evans | Sans opposition |
| Taux de participation: n/a |             |                 |

### Natashquan
| Poste/District             | Élu            | Type d'élection |
| -------------------------- | -------------- | --------------- |
| Maire                      | Jacques Landry | Sans opposition |
| Taux de participation: n/a |                |                 |

### Pointe-aux-Outardes
| Poste/District             | Élu                | Type d'élection |
| -------------------------- | ------------------ | --------------- |
| Maire                      | Jean-Pierre Boulay | Sans opposition |
| Taux de participation: n/a |                    |                 |

### Ragueneau
| Poste/District             | Élu                 | Type d'élection |
| -------------------------- | ------------------- | --------------- |
| Maire                      | Georges-Henri Gagné | Sans opposition |
| Taux de participation: n/a |                     |                 |